# Campeonato Africano de Atletismo de 2014 - 5000 m masculino
A prova dos 5000 metros masculino do Campeonato Africano de Atletismo de 2014 foi disputada no dia 14 de agosto de 2014 no Estádio de Marrakech  em Marrakech, no Marrocos. Participaram da prova 20 atletas. 

## Recordes
Antes desta competição, os recordes mundiais e do campeonato nesta prova eram os seguintes:
|                       | Nome            | Nacionalidade | Tempo      | Local   | Data                |
| --------------------- | --------------- | ------------- | ---------- | ------- | ------------------- |
| Recorde mundial       | Kenenisa Bekele | Etiópia       | 12m 37s 35 | Hengelo | 31 de maio de 2004  |
| Recorde do campeonato | Simon Chemoiywo | Quênia        | 13m 09s 68 | Durban  | 27 de junho de 1993 |
| Recorde africano      | Kenenisa Bekele | Etiópia       | 12m 37s 35 | Hengelo | 31 de maio de 2004  |

## Medalhistas
| Ouro                        | Prata             | Bronze            |
| Caleb Mwangangi Ndiku (KEN) | Isiah Koech (KEN) | Abrar Osman (ERI) |

## Cronograma
Todos os horários são locais (UTC+1).
| Data         | Hora  | Evento |
| ------------ | ----- | ------ |
| 14 de agosto | 19:15 | Final  |

## Resultado final
| Posição           | Atleta                | Nacionalidade      | Tempo    | Notas |
| ----------------- | --------------------- | ------------------ | -------- | ----- |
| Medalha de ouro   | Caleb Mwangangi Ndiku | Quênia             | 13:34.27 |       |
| Medalha de prata  | Isiah Koech           | Quênia             | 13:35.73 |       |
| Medalha de bronze | Abrar Osman           | Eritreia           | 13:36.42 |       |
| 4                 | Joseph Kiplimo        | Quênia             | 13:39.12 |       |
| 5                 | Yenew Alamirew        | Etiópia            | 13:45.86 |       |
| 6                 | Olivier Irabaruta     | Burundi            | 13:46.21 |       |
| 7                 | Thomas Ayeko          | Uganda             | 13:51.61 |       |
| 8                 | Birhanu Legese        | Etiópia            | 13:59.57 |       |
| 9                 | Elroy Gelant          | África do Sul      | 14:00.48 |       |
| 10                | Mumin Gala            | Djibuti            | 14:02.16 |       |
| 11                | Othmane El Goumri     | Marrocos           | 14:12.40 |       |
| 12                | Jamal Abdi Dirieh     | Djibuti            | 14:15.78 |       |
| 13                | Masseho-Ngoma         | República do Congo | 16:52.64 |       |
| 14                | Hagos Gebrhiwet       | Etiópia            | DNF      |       |
| 14                | Hicham Bellani        | Marrocos           | DNF      |       |
| 14                | Jamal Hitran          | Marrocos           | DNF      |       |
| 15                | Dieudonne Nsengiyumva | Burundi            | DNS      |       |
| 15                | Naimbai Njerakey      | Chade              | DNS      |       |
| 15                | Joshua Cheptegei      | Uganda             | DNS      |       |
| 15                | Moses Kipsiro         | Uganda             | DNS      |       |

Legenda
| Recorde mundial       | Recorde mundial (World record)               |                       | Recorde africano                      | Recorde africano (African) |                                           | Q | Classificado por posição (Qualified) |
| Recorde do campeonato | Recorde do campeonato (Championship record)  | Recorde da América    | Recorde da América (Americas)         | q                          | Classificado por melhor tempo (Qualified) |   |                                      |
| Melhor marca do ano   | Melhor marca do ano (World leading)          | Recorde asiático      | Recorde asiático (Asian)              | DNS                        | Não largou (Did not start)                |   |                                      |
| Recorde nacional      | Recorde nacional (National record)           | Recorde europeu       | Recorde europeu (European)            | DNF                        | Não terminou (Did not finish)             |   |                                      |
| Recorde pessoal       | Recorde pessoal do atleta (Personal best)    | Recorde da Oceania    | Recorde da Oceania (Oceania)          | DSQ / DQ                   | Desclassificado (Disqualified)            |   |                                      |
| Recorde da temporada  | Recorde da temporada do atleta (Season best) | Recorde sul-americano | Recorde sul-americano (South America) | NM                         | Sem marca (No mark)                       |   |                                      |